# Madkroken
Madkroken är en sjö i Uppvidinge kommun och Växjö kommun i Småland och ingår i Mörrumsåns huvudavrinningsområde. Sjön är 20,7 meter djup, har en yta på 11,5 kvadratkilometer och befinner sig 195 meter över havet. Sjön avvattnas av vattendraget Mörrumsån (Åbyån). Vid provfiske har bland annat abborre, bergsimpa, braxen och gädda fångats i sjön. 

## Delavrinningsområde
Madkroken ingår i det delavrinningsområde (633027-145882) som SMHI kallar för Utloppet av Madkroken. Medelhöjden är 223 meter över havet och ytan är 66,65 kvadratkilometer. Räknas de 12 avrinningsområdena uppströms in blir den ackumulerade arean 244,42 kvadratkilometer. Avrinningsområdets utflöde Mörrumsån (Åbyån) mynnar i havet. Avrinningsområdet består mestadels av skog (66 procent). Avrinningsområdet har 13,17 kvadratkilometer vattenytor vilket ger det en sjöprocent på 19,7 procent.

## Fisk
Vid provfiske har följande fisk fångats i sjön:
- Abborre
- Bergsimpa
- Braxen
- Gädda
- Lake
- Löja
- Mört
- Sik
- Siklöja